# Verein für Bewegungsspiele Stuttgart 1893 II 2013-2014
Questa voce raccoglie le informazioni riguardanti il Verein für Bewegungsspiele Stuttgart 1893 II nelle competizioni ufficiali della stagione 2013-2014.

## Stagione
Nella stagione 2013-2014 il Stoccarda II, allenato da Jürgen Kramny, concluse il campionato di 3. Liga al 15º posto.

## Rosa
| N. |                     | Ruolo | Calciatore           |
| -- | ------------------- | ----- | -------------------- |
| 1  | Grecia (bandiera)   | P     | Odysseas Vlachodīmos |
| 2  | Germania (bandiera) | D     | Steffen Lang         |
| 3  | Austria (bandiera)  | D     | Phillipp Mwene       |
| 6  | Germania (bandiera) | D     | Thomas Geyer         |
| 7  | Germania (bandiera) | C     | Manuel Schwenk       |
| 8  | Germania (bandiera) | C     | Timo Çeçen           |
| 9  | Germania (bandiera) | A     | Marco Grüttner       |
| 10 | Germania (bandiera) | C     | Daniel Didavi        |
| 10 | Germania (bandiera) | A     | Alexander Riemann    |
| 11 | Germania (bandiera) | A     | Pascal Breier        |
| 13 | Germania (bandiera) | C     | Patrick Funk         |
| 14 | Germania (bandiera) | C     | Robin Yalçın         |
| 15 | Germania (bandiera) | D     | Benjamin Kirchhoff   |
| 16 | Germania (bandiera) | A     | Sinan Gümüş          |
| 17 | Germania (bandiera) | C     | Tobias Rathgeb       |
| 18 | Germania (bandiera) | A     | Felix Lohkemper      |
| 20 | Germania (bandiera) | C     | Marvin Wanitzek      |

| N. |                          | Ruolo | Calciatore        |
| -- | ------------------------ | ----- | ----------------- |
| 22 | Germania (bandiera)      | P     | Kevin Müller      |
| 23 | Germania (bandiera)      | D     | Tim Leibold       |
| 24 | Austria (bandiera)       | C     | Francesco Lovrić  |
| 25 | Germania (bandiera)      | C     | Lukas Kiefer      |
| 26 | Australia (bandiera)     | D     | Miloš Degenek     |
| 27 | Kosovo (bandiera)        | C     | Besar Halimi      |
| 28 | Germania (bandiera)      | C     | Rani Khedira      |
| 29 | Nuova Zelanda (bandiera) | C     | Marco Rojas       |
| 30 | Lituania (bandiera)      | C     | Gratas Sirgėdas   |
| 31 | Germania (bandiera)      | P     | Kenan Mujezinović |
| 32 | Germania (bandiera)      | D     | Timo Baumgartl    |
| 33 | Germania (bandiera)      | P     | Marius Funk       |
| 34 | Germania (bandiera)      | P     | Mario Miltner     |
| 40 | Germania (bandiera)      | A     | Erich Berko       |
|    | Tunisia (bandiera)       | D     | Karim Haggui      |
|    | Germania (bandiera)      | A     | Timo Werner       |

## Organigramma societario
Area tecnica
- Allenatore: Jürgen Kramny
- Allenatore in seconda: Heiko Gerber, Walter Thomae
- Preparatore dei portieri: Thomas Walter
- Preparatori atletici: Matthias Schiffers, Kevin Fischer

## Calciomercato

### Sessione estiva
| Acquisti | Acquisti           | Acquisti            | Acquisti |
| R.       | Nome               | da                  | Modalità |
| -------- | ------------------ | ------------------- | -------- |
| C        | Gratas Sirgėdas    | Ekranas             |          |
| A        | Marco Grüttner     | Kickers Stoccarda   |          |
| C        | Besar Halimi       | Norimberga II       |          |
| D        | Benjamin Kirchhoff | FSV Francoforte U19 |          |
| D        | Tim Leibold        | SGV Freiberg        |          |
| P        | Mario Miltner      | Greuther Fürth II   |          |
| P        | Kevin Müller       | Hansa Rostock       |          |
| A        | Alexander Riemann  | Sandhausen          |          |
| C        | Marvin Wanitzek    | Astoria Walldorf    |          |

| Cessioni | Cessioni           | Cessioni                     | Cessioni |
| R.       | Nome               | a                            | Modalità |
| -------- | ------------------ | ---------------------------- | -------- |
| A        | Marko Maletić      | TOP Oss                      |          |
| A        | Soufian Benyamina  | Dinamo Dresda                |          |
| P        | Konstantin Fuhry   | Hannover 96                  |          |
| A        | Christoph Hemlein  | N.E.C.                       |          |
| C        | Raphael Holzhauser | Augusta                      |          |
| C        | Öztürk Karatas     | Grunbach                     |          |
| C        | Marco Rapp         | Greuther Fürth II            |          |
| C        | Kevin Stöger       | Kaiserslautern               |          |
| D        | Felice Vecchione   | Sonnenhof G.                 |          |
| D        | Michael Vitzthum   | Karlsruhe                    |          |
| P        | André Weis         | Ingolstadt 04                |          |
| P        | Jonas Wieszt       | Sportfreunde Schwäbisch Hall |          |

### Sessione invernale
| Acquisti | Acquisti     | Acquisti  | Acquisti |
| R.       | Nome         | da        | Modalità |
| -------- | ------------ | --------- | -------- |
| C        | Patrick Funk | Stoccarda |          |

| Cessioni | Cessioni           | Cessioni          | Cessioni |
| R.       | Nome               | a                 | Modalità |
| -------- | ------------------ | ----------------- | -------- |
| A        | Jerome Kiesewetter | Hertha Berlino II |          |
| D        | Benedikt Röcker    | Greuther Fürth    |          |
| D        | Daniel Vier        | Heidenheim        |          |

## Risultati

### 3. Liga

#### Girone di andata
| Arbitro: | Glasmacher |

|             |           |  |
| Ducksch 53’ | Marcatori |  |

| Arbitro: | Sather |

|             |           |                 |
| Riemann 25’ | Marcatori | 51’ Stroh-Engel |

| Arbitro: | Mix |

|                                     |           |             |
| Savran 21’ Iōannidīs 76’ Blacha 79’ | Marcatori | 23’ Rathgeb |

| Arbitro: | Badstübner |

|                        |           |  |
| Grüttner 19’ Berko 90’ | Marcatori |  |

| Arbitro: | Kircher |

|  |           |                         |
|  | Marcatori | 9’ Wanitzek 87’ Riemann |

| Arbitro: | Weickenmeier |

|              |           |                        |
| Wanitzek 52’ | Marcatori | 63’ Gogia 73’ Furuholm |

| Arbitro: | Schröder |

|           |           |                                |
| Grote 52’ | Marcatori | 13’ Breier 34’ Vier 66’ Kiefer |

| Arbitro: | Steinhaus-Webb |

|                                          |           |  |
| Khedira 46’ Grüttner 58’, 86’ Breier 79’ | Marcatori |  |

| Arbitro: | Valentin |

|                               |           |              |
| Frahn 1’ Morys 24’ Schulz 90’ | Marcatori | 87’ Grüttner |

| Arbitro: | Mix |

|                         |           |              |
| Grüttner 5’ Schwenk 81’ | Marcatori | 90’ Nietfeld |

| Arbitro: | Sather |

|                    |           |            |
| Wiemann 90’ (rig.) | Marcatori | 71’ Röcker |

| Arbitro: | Giese |

|           |           |                |
| Berko 10’ | Marcatori | 68’ Siedschlag |

| Arbitro: | Mix |

|  |           |                    |
|  | Marcatori | 48’ Vier 55’ Gümüş |

| Arbitro: | Dittrich |

|             |           |                 |
| Rathgeb 17’ | Marcatori | 31’ Feisthammel |

| Arbitro: | Unger |

|                   |           |              |
| Grüttner 70’, 86’ | Marcatori | 77’ Testroet |

| Arbitro: | Giese |

|                                                  |           |  |
| Schwarz 29’ (rig.) Erb 48’ Haberer 55’ Köpke 88’ | Marcatori |  |

| Arbitro: | Aarnink |

|  |           |                                       |
|  | Marcatori | 14’ Schnatterer 48’ Mayer 75’ Morabit |

| Arbitro: | Glasmacher |

|                     |           |  |
| Aosman 10’ Hein 57’ | Marcatori |  |

| Arbitro: | Alt |

|             |           |               |
| Schwenk 26’ | Marcatori | 66’ Makarenko |

#### Girone di ritorno
| Arbitro: | Göpferich |

|                 |           |  |
| Stroh-Engel 21’ | Marcatori |  |

| Arbitro: | Stein |

|             |           |                 |
| Schwenk 84’ | Marcatori | 54’, 71’ Bajner |

| Arbitro: | Jablonski |

|                                                |           |          |
| Breier 55’ Riemann 74’ (rig.), 90’ Schwenk 76’ | Marcatori | 14’ Plat |

| Arbitro: | Valentin |

|  |           |                    |
|  | Marcatori | 49’ (rig.) Riemann |

| Arbitro: | Sippel |

|  |           |              |
|  | Marcatori | 47’ Calamita |

| Arbitro: | Siewer |

|                                            |           |                        |
| Bertram 11’ (rig.), 21’ (rig.) Sembolo 53’ | Marcatori | 6’ Grüttner 63’ Halimi |

| Stoccarda 21 febbraio 2014, ore 19:00 CET 26ª giornata | Stoccarda II | 0 – 0 referto | Preußen Münster | Gazi-Stadion auf der Waldau (650 spett.)\| Arbitro: \| Göpferich \| |
| Arbitro:                                               | Göpferich    |               |                 |                                                                     |

| Arbitro: | Unger |

|                                 |           |                                |
| Schröck 50’ Burkhard 59’ (rig.) | Marcatori | 44’ Grüttner 45’ (rig.) Breier |

| Arbitro: | Mix |

|  |           |                       |
|  | Marcatori | 28’ Frahn 63’ Poulsen |

| Arbitro: | Weickenmeier |

|                                           |           |                       |
| Strangl 14’ Kammlott 45’, 75’ Möhwald 47’ | Marcatori | 8’ Breier 68’ Schwenk |

| Arbitro: | Valentin |

|                     |           |                                  |
| Wanitzek 35’ (rig.) | Marcatori | 16’ Vunguidica 78’ Schnellbacher |

| Arbitro: | Badstübner |

|                              |           |  |
| Hartmann 26’ Wetter 45’, 72’ | Marcatori |  |

| Arbitro: | Sather |

|                       |           |                 |
| Werner 17’ Breier 78’ | Marcatori | 85’ (aut.) Funk |

| Duisburg 4 aprile 2014, ore 19:00 CEST 33ª giornata | Duisburg  | 0 – 0 referto | Stoccarda II | Schauinsland-Reisen-Arena (11 296 spett.)\| Arbitro: \| Göpferich \| |
| Arbitro:                                            | Göpferich |               |              |                                                                      |

| Arbitro: | Storks |

|                                         |           |  |
| Breier 41’ (aut.) Testroet 54’ Nagy 62’ | Marcatori |  |

| Arbitro: | Giese |

|                             |           |                            |
| Breier 52’, 78’ Schwenk 70’ | Marcatori | 59’ Voglsammer 77’ Hummels |

| Arbitro: | Alt |

|  |           |               |
|  | Marcatori | 48’ Baumgartl |

| Arbitro: | Glasmacher |

|                  |           |            |
| Geyer 24’ (rig.) | Marcatori | 66’ Müller |

| Chemnitz 10 maggio 2014, ore 13:30 CEST 38ª giornata | Chemnitz | 0 – 0 referto | Stoccarda II | Stadion an der Gellertstraße (4 562 spett.)\| Arbitro: \| Mix \| |
| Arbitro:                                             | Mix      |               |              |                                                                  |

## Statistiche

### Statistiche di squadra
| Competizione | Punti | In casa | In casa | In casa | In casa | In casa | In casa | In trasferta | In trasferta | In trasferta | In trasferta | In trasferta | In trasferta | Totale | Totale | Totale | Totale | Totale | Totale | DR |
| Competizione | Punti | G       | V       | N       | P       | Gf      | Gs      | G            | V            | N            | P            | Gf           | Gs           | G      | V      | N      | P      | Gf     | Gs     | DR |
| ------------ | ----- | ------- | ------- | ------- | ------- | ------- | ------- | ------------ | ------------ | ------------ | ------------ | ------------ | ------------ | ------ | ------ | ------ | ------ | ------ | ------ | -- |
| 3. Liga      | 46    | 19      | 7       | 6       | 6       | 27      | 23      | 19           | 5            | 4            | 10           | 18           | 31           | 38     | 12     | 10     | 16     | 45     | 54     | -9 |
| Totale       | 46    | 19      | 7       | 6       | 6       | 27      | 23      | 19           | 5            | 4            | 10           | 18           | 31           | 38     | 12     | 10     | 16     | 45     | 54     | -9 |

### Andamento in campionato
| Giornata  | 1  | 2  | 3  | 4  | 5  | 6  | 7  | 8 | 9 | 10 | 11 | 12 | 13 | 14 | 15 | 16 | 17 | 18 | 19 | 20 | 21 | 22 | 23 | 24 | 25 | 26 | 27 | 28 | 29 | 30 | 31 | 32 | 33 | 34 | 35 | 36 | 37 | 38 |
| --------- | -- | -- | -- | -- | -- | -- | -- | - | - | -- | -- | -- | -- | -- | -- | -- | -- | -- | -- | -- | -- | -- | -- | -- | -- | -- | -- | -- | -- | -- | -- | -- | -- | -- | -- | -- | -- | -- |
| Luogo     | T  | C  | T  | C  | T  | C  | T  | C | T | C  | T  | C  | T  | C  | C  | T  | C  | T  | C  | T  |    | C  | T  | C  | T  | C  | T  | C  | T  | C  | T  | C  | T  | T  | C  | T  | C  | T  |
| Risultato | P  | N  | P  | V  | V  | P  | V  | V | P | V  | N  | N  | V  | N  | V  | P  | P  | P  | N  | P  |    | V  | V  | P  | P  | N  | N  | P  | P  | P  | P  | V  | N  | P  | V  | V  | N  | N  |
| Posizione | 15 | 14 | 15 | 12 | 10 | 14 | 10 | 7 | 9 | 7  | 7  | 8  | 6  | 5  | 4  | 7  | 8  | 10 | 10 | 10 | 14 | 9  | 8  | 11 | 12 | 13 | 12 | 14 | 16 | 17 | 17 | 16 | 16 | 16 | 16 | 14 | 14 | 15 |

Legenda:

Luogo: C = Casa; T = Trasferta. Risultato: V = Vittoria; N = Pareggio; P = Sconfitta.

### Statistiche dei giocatori
| T. Baumgartl   | 6  | 1 | 0 | 0 |
| E. Berko       | 26 | 2 | 1 | 0 |
| P. Breier      | 26 | 8 | 1 | 0 |
| M. Degenek     | 9  | 0 | 0 | 0 |
| D. Didavi      | 2  | 0 | 1 | 0 |
| M. Funk        | 0  | 0 | 0 | 0 |
| P. Funk        | 10 | 0 | 3 | 0 |
| T. Geyer       | 36 | 1 | 0 | 0 |
| M. Grüttner    | 35 | 9 | 8 | 1 |
| S. Gümüş       | 19 | 1 | 3 | 0 |
| K. Haggui      | 1  | 0 | 0 | 0 |
| B. Halimi      | 14 | 1 | 0 | 0 |
| R. Khedira     | 12 | 1 | 2 | 0 |
| L. Kiefer      | 27 | 1 | 2 | 0 |
| J. Kiesewetter | 0  | 0 | 0 | 0 |
| B. Kirchhoff   | 0  | 0 | 0 | 0 |
| S. Lang        | 31 | 0 | 2 | 0 |
| T. Leibold     | 28 | 0 | 7 | 1 |
| F. Lohkemper   | 7  | 0 | 1 | 0 |
| F. Lovrić      | 6  | 0 | 0 | 0 |
| M. Miltner     | 0  | 0 | 0 | 0 |
| K. Mujezinović | 0  | 0 | 0 | 0 |
| P. Mwene       | 20 | 0 | 5 | 0 |
| K. Müller      | 15 | 0 | 1 | 0 |
| T. Rathgeb     | 32 | 2 | 5 | 0 |
| A. Riemann     | 28 | 5 | 3 | 0 |
| M. Rojas       | 2  | 0 | 0 | 0 |
| B. Röcker      | 4  | 1 | 0 | 0 |
| M. Schwenk     | 31 | 6 | 6 | 0 |
| G. Sirgėdas    | 3  | 0 | 0 | 0 |
| D. Vier        | 12 | 2 | 1 | 0 |
| O. Vlachodīmos | 23 | 0 | 1 | 0 |
| M. Wanitzek    | 34 | 3 | 4 | 0 |
| T. Werner      | 1  | 1 | 0 | 0 |
| R. Yalçın      | 12 | 0 | 2 | 0 |
| T. Çeçen       | 17 | 0 | 1 | 0 |